# Devisen
Devisen (meist im Plural gebraucht; selten auch singularisch Devise) sind auf Fremdwährung lautende ausländische Zahlungsmittel, wobei Sorten – also Bargeld in Fremdwährung – ausgenommen sind.

## Allgemeines
Speziell im Bankwesen (hier als Pluraletantum, also stets in der Mehrzahl gebraucht) werden hierunter auf fremde Währung lautende, im Ausland zahlbare Forderungen verstanden, meist in Form von Guthaben bei ausländischen Korrespondenzbanken, Schecks und Wechseln. Im Devisenhandel der Kreditinstitute wird der Begriff am engsten interpretiert, denn hier reduziert sich der Devisenbegriff auf bei ausländischen Kreditinstituten gehaltene Bankguthaben.

## Etymologie
Als Fachbegriff des Finanzwesens begegnet Devise(n) erst gegen Mitte des 19. Jahrhunderts, zunächst als Bezeichnung für kurzfristig fällige Wechsel mit auswärtigem Zahlungsort, insbesondere in fremder Währung zahlbare Auslandswechsel. Seine Herkunft ist nicht sicher geklärt; offenkundig handelt sich um eine etymologische Dublette des im 16. Jahrhundert aus dem Französischen ins Deutsche entlehnten Wortes devise, das eigentlich in der Fachsprache der Heraldik einen Wappenspruch bzw. das dafür abgeteilte Wappenfeld (vgl. französisch diviser, „einteilen“) bezeichnet und heute in einem allgemeineren Sinne von „Wahlspruch, Motto, Losung“ gebraucht wird. Die neuerliche Bedeutungserweiterung zu „Wechselbrief“ ist semasiologisch schwieriger zu deuten. Dem Larousse universel von 1922 zufolge pflegten Bankhäuser die Auslandswechsel in ihrem Portfolio nach Zahlungsorten zu sortieren: „on place les effets par devises: ceux sur Londres, sur Bruxelles, sur Rome, etc.“ Der Gebrauch von devise entspricht hier dem von „Auszahlung“ im deutschen Börsenjargon („Auszahlung London,“ heute antiquiert), möglicherweise versteht sich das Wort aber zugleich im Sinne von „Kennwort“, vielleicht aber auch im älteren Wortsinn von „Einteilung“. Eine weitere Deutung ist „das auf Sicht zahlbare Papier“ (lateinisch de viso, „auf Sicht“, zu lateinisch videre, „sehen“). Sicher scheint indes, dass dieser neue Wortgebrauch zuerst in Deutschland aufkam und später ins Französische rückentlehnt wurde. Als Bezeichnung für Wechsel ist Devise zumindest zuerst in August Schiebes Kaufmännischem Handwörterbuch von 1833 gebucht („ein gezierter und übel angewandter Ausdruck, dessen man sich oft in Cursberichten bedient, wo er so viel als Wechsel bedeutet; z. B. ‚diese Devise (es sei nun Pariser Papier oder anderes) ist gesucht.‘“) und im deutschen Schrifttum der folgenden Jahrzehnte vielfach bezeugt, in Frankreich hingegen auffälligerweise nur in deutsch-französischen Wörterbüchern. Für einen rechtsrheinischen Ursprung spricht auch die eigentümliche Wortwahl im Larousse: dass Devisen hier  „sur“ London usw. platziert werden, legt eine Übertragung aus dem Deutschen nahe – Wechsel werden „auf“ einen Bankplatz, also etwa „auf London“ gezogen.
Bis zum Ersten Weltkrieg blieb der Begriff fast ausschließlich auf handelbare kurzfristige Auslandswechsel beschränkt, diese nennt etwa Arthur Nussbaum noch 1925 „Devisen im engsten Sinne.“ Die heutige Bedeutung, die auch und insbesondere ausländische Bankeinlagen und andere in Fremdwährung notierte Werte umfasst, verfestigte sich erst in der Zeit der Weimarer Republik und des Nationalsozialismus, einhergehend mit dem Bedeutungszuwachs der staatlichen Devisenbewirtschaftung in der Außen- und Wirtschaftspolitik.
In dieser weiter gefassten Bedeutung oder schlicht im Sinne von „Fremdwährung“ ist der Begriff heute auch im Französischen (devises) und allen anderen romanischen Sprachen gebräuchlich (italienisch, portugiesisch und spanisch divisas, rumänisch divize), ebenso in den slawischen Sprachen (polnisch dewizy, russisch девиза, kroatisch deviza usf.), außerdem im Ungarischen (deviza) sowie im Niederländischen (deviezen). In den skandinavischen Sprachen, also im Dänischen, im Norwegischen und im Schwedischen, konnte sich der Begriff hingegen nicht durchsetzen; zwar kam er auch hier im späten 19. und frühen 20. Jahrhundert zwischenzeitlich in Mode, geriet dann aber wieder außer Gebrauch. Im Englischen – also der heute dominanten Wirtschaftssprache – fehlt eine exakte Entsprechung; die gängige Übersetzung foreign exchange oder kurz forex bezeichnet streng genommen nicht die Devisen selbst, sondern den Handel damit, den Devisenmarkt.

## Geschichte
Erste Formen von Devisen und ihrem Handel sind bereits im alten Griechenland zu verzeichnen. In den verschiedenen Kleinstaaten gab es unterschiedliche Währungen, was den Handel zwischen ihnen sehr erschwerte. Deshalb fungierten Privatbankiers als Geldwechsler, welche das Wechselgeschäft mit den verschiedenen Währungen und Münzen besorgten. Außerdem beschäftigten sie sich mit Anleihen, Pfandleihen und Investitionstätigkeiten.
Auch im Römischen Reich entwickelte sich eine Art Wechselkurs bzw. Währungstausch. Die sogenannten Argentarii (Wechsler, Bankiers) bestimmten den Wert verschiedener Münzen und Währungen auf ihren Wechseltischen und tauschten diese gegen die Römische Währung ein. Dabei wurden viele andere Währungen und Münzen dem römischen Münzsystem angepasst. Dadurch entstanden auch erste Formen von Schecks und Wechseln.
Ein weiterer Fortschritt entstand durch die florentinische Familie der Medici, welche sich im Zuge ihrer regen Handelstätigkeiten ein Nostrobuch bzw. Nostrokonto anlegten, in dem sie zahlreiche ausländische und inländische Währungen und deren entsprechenden Werte auflisteten.
Im späten Mittelalter setzte sich der Goldstandard durch. Die Nationalstaaten begannen Rohstoffe wie Gold und Silber anzuhäufen, um die eigene Währung sicherzustellen. Dies bedeutete, dass eine bestimmte Menge Gold einer bestimmten Menge Geld entsprach. Da Gold überall weltweit ungefähr gleich viel wert war, entstand ein mehr oder weniger konstanter Wechselkurs. 1944 brach das Gold-System aber zusammen und mit dem Bretton-Woods-Abkommen nahm der US-Dollar sozusagen seine Rolle ein. Dies bedeutete, dass Währungen jederzeit in fester Relation zum US-Dollar getauscht werden konnten. Diese wiederum konnten jederzeit in Goldbestände umgetauscht werden. Dieses System brach aber in den 1970er Jahren aufgrund von Zahlungsdefiziten der USA zusammen, in Folge welcher die Wechselkurse mehrmals angepasst werden mussten. Seitdem herrscht das System der freien und schwankenden Wechselkurses. 1982 löste Mexiko mit dem Auflösen seines Devisenhandels die Schuldenkrise aus, was zeigte, dass Devisen und deren Handel von externen Einflüssen wie Politik und Wirtschaft sehr beeinflusst werden können.

## Begriffsinhalt und Abgrenzungen
Je nach Untersuchungszweck wird der  Devisenbegriff weiter oder enger verwendet. Alle Definitionen erfassen Zahlungsmittel in fremder Währung, die im Ausland zahlbar sind. Zahlungsmittel wiederum sind geldähnliche Forderungsrechte im Rahmen des unbaren Zahlungsverkehrs (Wechsel, Schecks und Zahlungsanweisungen wie Reiseschecks oder Kreditbriefe). Devisen ermöglichen die sofortige (oder zumindest sehr kurzfristige) Geldzahlung in einer fremden Währung und verkörpern damit sofortige Kaufkraft in fremder Währung (oder zumindest Kaufkraft in Form kurzfristig fälliger Forderungen, also mit einer kurzen Selbstliquidationsfrist). Bei Kreditinstituten wird der Devisenbegriff technisch auf „Sichteinlagen in fremder Währung auf den Girokonten ausländischer und inländischer Banken“ reduziert, manchmal sogar auf Sichteinlagen im Emissionsland der Währung eingeengt: „Im Zentrum des Devisenhandels stehen die auf fremde Währung lautenden Sichtguthaben, die bei Banken im Emissionsland der Fremdwährung gehalten werden“
Darüber hinaus werden kurzfristige Termineinlagen und Geldmarktpapiere hinzugerechnet.
Nicht zu den Devisen gehören Sorten, weil sie als Bargeld zu den gesetzlichen Zahlungsmitteln gehören. Sie können jedoch durch Einzahlung auf ein Konto in gleicher Landeswährung in Devisen umgewandelt werden. Weniger liquide Forderungsrechte wie Anleihen in ausländischer Währung werden ebenfalls nicht zu den Devisen gerechnet, insbesondere nicht Anteilswerte wie Aktien.

## Konvertierbarkeit
Ein freier Devisenverkehr ist nur möglich, wenn die betroffenen Währungen einer vollen Konvertierbarkeit unterliegen. Dann hat jeder Besitzer von Devisen das Recht, diese unbeschränkt, insbesondere ohne Rücksicht auf den Verwendungszweck, zum Paritätskurs gegen inländische oder andere ausländische Währungen einzutauschen. Ist jedoch eine Währung lediglich beschränkt konvertierbar, so unterscheidet man folgende Teilaspekte:
- Ausländerkonvertibilität: Das Recht, inländische Währung gegen ausländische einzutauschen, wird lediglich Ausländern oder ausländischen Zentralbanken gewährt;
- Verwendungszweck: Das Eintauschrecht wird im Hinblick auf die Verwendung eingeschränkt, etwa Kapitaltransaktionen oder Beteiligungen an inländischen Unternehmen werden verboten oder einer Genehmigungspflicht unterstellt;
- Währungen: Eintauschrechte werden auf bestimmte Währungen oder betraglich begrenzt.

Die beschränkte oder völlig fehlende Konvertierbarkeit behindert einen freien Devisen- und Kapitalverkehr, insbesondere den Handel mit Devisen über Börsen oder zwischen Kreditinstituten. Volle Konvertierbarkeit ist ein wichtiges Indiz für so genannte „Hartwährungsländer“.

## Devisenbörsen und Kursbildung
Devisen – hier begrenzt auf Guthaben bei ausländischen Banken – sind in standardisierten Mengen handelbar. Dies kann über Devisenbörsen, also staatlich genehmigte und organisierte Institutionen, bei denen durch einen amtlichen Makler für notierte Währungen ein amtlich ermittelter Kassakurs als Mittelkurs festgelegt wird, geschehen. Leitbörse in Deutschland war bis zum 31. Dezember 1998 Frankfurt am Main, die börsentäglich gegen 13 Uhr etwaige offene Devisenspitzen unter Mitwirkung der Bundesbank im so genannten Fixing ausglich und sodann den amtlichen Devisenkurs festgestellt hatte. Alle Börsenteilnehmer verrechneten zum amtlichen Mittelkurs, während für die Bankkunden eine über dem Mittelkurs liegende Spanne als Briefkurs und eine entsprechend darunter liegende Spanne als Geldkurs ermittelt wurde. Zum Geldkurs kaufen die Banken Devisen ihrer Kunden an, zum Briefkurs werden sie den Kunden verkauft. Damit war der amtliche Devisenkurs der wichtigste Referenzwert für Devisengeschäfte.
Seit der Schließung der deutschen Devisenbörsen durch Einführung des Euro werden als Referenzwerte für Devisen vielfach die so genannten „EuroFX“, bei denen insgesamt 17 Institute gegen 13 Uhr die Mittelwerte ihrer Wechselkurse festlegen und bei REUTERS veröffentlichen, herangezogen. Börsen wie die NYSE Euronext greifen bei der Umrechnung von Fremdwährungskontrakten auf die EuroFX-Kurse zu, Kreditkartengesellschaften rechnen Auslandsumsätze auf dieser Basis um, und der Endverbraucher kann mit Hilfe der Veröffentlichung in der Tagespresse seine Abrechnungen kontrollieren. EuroFX hat jedoch zum 1. April 2015 die Ermittlung von Devisenkursen eingestellt.
Nach einer Telefonkonferenz mit den Zentralbanken der Euro-Teilnehmerländer stellt die Europäische Zentralbank (EZB) täglich kurz nach 14 Uhr Wechselkurse, so genannte Referenzkurse, fest. Sie werden jedoch – aufgrund ihrer größeren Marktferne – weniger für Devisengeschäfte als für Statistiken, Bilanzen von Großunternehmen und allgemeine Orientierungshilfe genutzt.
Der größte Teil des weltweit gehandelten Devisenvolumens wurde und wird weiterhin über den Devisenhandel im Rahmen des Interbankenhandels abgewickelt. Hierbei bemühen die Banken nicht Devisenbörsen, sondern schließen bilaterale Devisengeschäfte direkt mit ihren Partnerbanken („Kontrahenten“) ab. Dabei kommt es zu einer individuellen Kursbildung für jedes einzelne Geschäft, die völlig unabhängig vom EuroFX-Kurs auf Grundlage der aktuellen Marktkurse erfolgt. Der EuroFX-Kurs ist allenfalls ein Zwischenergebnis und reflektiert den Durchschnittswert des Interbankenhandels zu einem bestimmten Zeitpunkt.

## Devisengeschäfte
Durch den Devisenmarkt wird der Tausch inländischen Geldes in ausländisches und umgekehrt ermöglicht und dadurch Kaufkraft von Inlandswährung in Auslandswährung umgewandelt. Der Devisenmarkt ist ein ökonomischer Ort, an dem Devisenangebot und Devisennachfrage aufeinandertreffen. Dies geschieht institutionalisiert durch den Devisenhandel, der Devisengeschäfte als Handelsobjekt zum Gegenstand hat. Hierzu gehören als Grundformen Devisenkassa- und Devisentermingeschäfte. Der Devisenhandel bei Kreditinstituten sorgt im Kundengeschäft für den Ausgleich der Devisenüberschüsse oder -defizite und für die Absicherung vor Währungsrisiken, die aus dem Halten offener Devisenpositionen resultieren können.
Devisengeschäfte, bei denen die Währungen zwei Werktage nach dem Zeitpunkt des Geschäftsabschlusses getauscht werden, heißen „Devisenkassageschäfte“. Hingegen ist ein „Devisentermingeschäft“ ein Devisengeschäft, bei dem der Tausch von Währungen zu einem bestimmten zukünftigen Termin (1, 3, 6, 12 Monate oder mehr) und zu einem bereits bei Geschäftsabschluss vereinbarten Devisenkurs (Terminkurs) vereinbart wird. Devisentermingeschäfte eignen sich zur Sicherung gegen Wechselkursschwankungen.
Zwischen dem Devisenkassa- und dem Devisenterminkurs besteht eine Differenz, die als „Swapsatz“ bezeichnet wird; diese wird in Prozent des Devisenkassakurses ausgedrückt. Liegt der Terminkurs über dem Kassakurs, spricht man von einem „Report“, liegt er darunter, von einem „Deport“. Ausgangspunkt ist das Zinsniveau im In- bzw. Ausland (bei Mengennotierung):
{\displaystyle {\text{Zinsniveau Inland}}>{\text{Zinsniveau Ausland}}={\text{Deport}}}
{\displaystyle {\text{Zinsniveau Inland}}<{\text{Zinsniveau Ausland}}={\text{Report}}}.
Bei Devisenoptionsgeschäften erwirbt der Käufer das Recht, an einem bestimmten Tag oder auch innerhalb einer bestimmten Frist einen bestimmten Betrag in einer Währung zu einem festgelegten Preis zu kaufen bzw. zu verkaufen. Je nach Inhalt des Geschäfts unterscheidet man Kauf- und Verkaufsoptionen. Der Geschäftspartner des Erwerbers einer Option wird als Stillhalter bezeichnet. Bei einem Devisen-Futures-Kontrakt verpflichtet sich der Erwerber, zu einem bestimmten Betrag Währungen zu kaufen bzw. zu verkaufen.
Kassadevisen stehen dem Käufer sofort zur Verfügung (in der Praxis zwei Werktage nach dem Kauf). Termindevisen dagegen stehen dem Käufer erst zu einem späteren Zeitpunkt zur Verfügung.

## Devisenspekulation und -arbitrage
Devisen sind als Vermögenswerte auch Objekt für Spekulation und Arbitrage. Während die Spekulation versucht, Kursunterschiede innerhalb eines bestimmten Zeitraums auszunutzen, ist die Arbitrage auf die Ausnutzung von Kursunterschieden zu einem bestimmten Zeitpunkt an verschiedenen Orten angelegt. Devisenspekulation und -arbitrage gehören zum Eigenhandel der Banken, sind also nicht kundengetrieben. Auch Nichtbanken nehmen an Devisenspekulation und -arbitrage in erheblichem Umfang teil, indem (international tätige) Unternehmen insbesondere ihre Deviseneinnahmen oder -ausgaben nicht taggleich glattstellen oder sichern („hedgen“), sondern im Bestand halten, ohne dass es hierfür operative Gründe gibt.
Devisenspekulation ist letztlich der Kauf oder Verkauf von Devisenkassa- oder -termingeschäften in der Erwartung, dass bei Vornahme der entgegengesetzten Transaktion (Glattstellung) in der Zukunft durch die Devisenkursentwicklung ein Gewinn entstehen wird. Damit erfordert Devisenspekulation offene Fremdwährungsforderungen („open long position“) und/oder offene Fremdwährungsverbindlichkeiten („open short position“), die nicht durch entsprechende Gegenpositionen kongruent (also mit identischer Fälligkeit und in derselben Währung) abgesichert sind.
Devisenarbitrage liegt vor, wenn Devisenkursunterschiede zu einem bestimmten Zeitpunkt ausgenutzt werden. Arbitrage erfordert mithin den gleichzeitigen Kauf und Verkauf einer Währung auf zwei unterschiedlichen Märkten, um den zwischen diesen Märkten bestehenden Kursunterschied gewinnbringend zu nutzen. Durch diese Zeitpunktbezogenheit ist die Arbitrage völlig risikolos, während mit der Spekulation auch eine Verlustgefahr verbunden ist.

## Volks- und weltwirtschaftliche Bedeutung
Aus volkswirtschaftlicher Sicht entstehen Devisenbestände in einem Staat insbesondere durch permanente Überschüsse in der Handelsbilanz (wenn von anderen Einflüssen abstrahiert wird). Dann nämlich exportiert ein Staat mehr, als er importiert, wodurch er mehr Devisen einnimmt, als er durch Importe wieder ausgeben muss. Die auf diese Weise entstehenden Devisenbestände eines Staates sind nicht nur ein international anerkanntes Statussymbol für die Wirtschaftskraft des Staates, sondern sind Teil wichtiger Kennzahlen beim Rating von Staaten durch Ratingagenturen (siehe Länderrisiko). Diese berechnen etwa die Kennzahl der Importdeckung, indem sie das Importvolumen eines Staates den Devisenbeständen in einem bestimmten Zeitraum gegenüberstellen und dadurch ermitteln können, wie lange das Importvolumen aus vorhandenen Devisenbeständen ohne Kreditaufnahme bezahlt werden kann. Darüber hinaus bilden derartige Devisenbestände auch das Zahlungsmittel für die Tilgung und Zinszahlung von Staatsschulden bei ausländischen Gläubigern. Temporäre Leistungsbilanzdefizite können bei hohen Devisenreserven bedenkenlos über die Aufnahme von Auslandskrediten finanziert werden. Ein Staat mit hohen Devisenbeständen besitzt mithin vergleichsweise höhere Importfähigkeiten und Schuldenbedienungspotenziale als Staaten mit sehr geringen oder keinen Devisenbeständen. Staaten mit sehr geringen oder keinen Devisenbeständen können Ziel internationaler Spekulation werden. Dann müssen die betroffenen Länder Kursstützungsmaßnahmen ergreifen, die absehbar durch Devisenmarktinterventionen zu einem Verbrauch der Währungsreserven führen und auf diese Weise ein internationales Moratorium eines Staates verursachen können. Damit sind Devisenbestände auch eine wesentliche Bestandsgröße innerhalb der Währungsreserven eines Staates.
Die von Staaten gehaltenen Devisenreserven betrugen 1999 nach Angaben des Internationalen Währungsfonds knapp 2 Billionen US-Dollar. Im Jahr 2008 war dieser Betrag in der Spitze auf 7 Billionen Dollar angestiegen, davon entfielen etwa 2½ Bio. Dollar auf fortgeschrittene Industrieländer, während 4½ Bio. Dollar von Schwellenländern gehalten wurden. 2009 war dieser weltweite Devisenbestand rückläufig. Er liegt jetzt bei 6½ Bio. Dollar.